# ها قد أتى السيد جوردان (فلم)
ها قد أتى السيد جوردان (بالإنجليزية: Here Comes Mr. Jordan) هو فيلم كوميدي تم إنتاجه في الولايات المتحدة وصدر في سنة 1941.

## ترشيحات وجوائز
| السنة | الحدث  | الفئة     | النتيجة |
| ----- | ------ | --------- | ------- |
|       | أوسكار | أفضل فيلم | ترشـيـح |

## وصلات خارجية
- مقالات تستعمل روابط فنية بلا صلة مع ويكي بيانات